# Bouée en peau

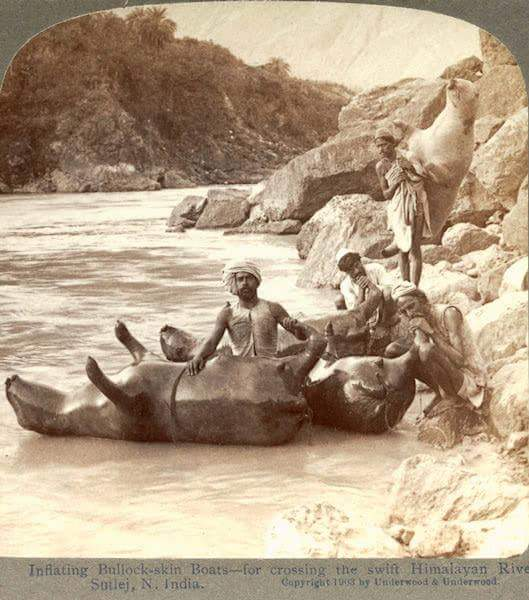
Bateaux en peau de bœuf gonflée pour traverser le fleuve himalayen Sutlej, Inde du Nord, 1903

Une bouée en peau ou flotteurs en peau gonflée est une bouée, réalisée à partir de la peau d'un animal mort, puis gonflée, utilisée depuis la préhistoire pour traverser ou naviguer sur des rivières. 

## Histoire
Selon l'ouvrage La préhistoire dans le monde de José Garanger, André Leroi-Gourhan, les flotteurs de peau gonflée (généralement en peau de phoque), qui correspondent à une évolution technique importante, font partie de l'équipement de chasse et de pêche des populations du nord de l'Amérique et de la Sibérie durant la seconde moitié du premier millénaire de notre ère.
Ce système a notamment été utilisé très tôt par les militaires notamment par les Assyriens.
Les bouées en peau ont été utilisées pour le transport commercial.

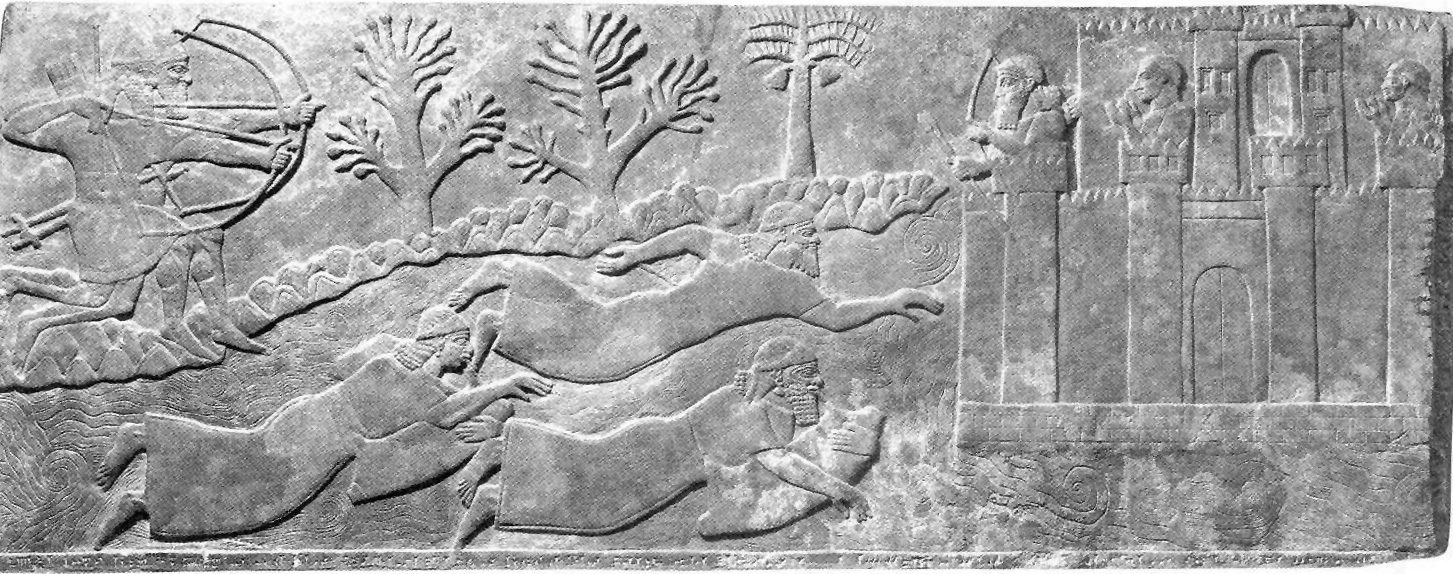
Bas-relief assyrien montrant des nageurs utilisant des bouées en peaux lors d'une attaque d'une ville par Assurnasirpal II, 884 avant J.-C.

## Usage
Ce système a été utilisé encore récemment en Perse, en Asie centrale, en Inde du nord, et au Pakistan. Ella Maillart a photographié un radeau en bouées de peaux de chèvres en Asie centrale en 1935.